# Spigelia gentianoides
Spigelia gentianoides är en tvåhjärtbladig växtart som beskrevs av Alvin Wentworth Chapman och A. Dc.. Spigelia gentianoides ingår i släktet Spigelia och familjen Loganiaceae. Inga underarter finns listade i Catalogue of Life.